# Killing Me Softly with His Song
"Killing Me Softly with His Song" é uma canção de 1971 composta por Charles Fox, Norman Gimbel e Lori Lieberman, inspirada no poema Killing Me Softly with His Blues de Lieberman, que ela escreveu depois de ver Don McLean cantando a música "Empty Chairs". 
A própria Lieberman foi a primeira a gravar a canção, em 1971, mas foi a versão de Roberta Flack, de 1973, que tornou a canção um sucesso, alcançando o número um na Billboard Hot 100 e ganhando três prêmios Grammy, incluindo o de canção do ano.
"Killing Me Softly with His Song" teve várias versões covers, incluindo as feitas por Herb Alpert, Engelbert Humperdinck, Nils Landgren, Tori Amos, The Fugees, Alison Moyet, Eva Cassidy, Perry Como, les Jackson 5, Mina, Anne Murray, Luther Vandross, Joe Dassin, Toni Braxton, Alicia Keys, Jaco Pastorius, Marcus Miller, Plain White T's, Youngblood Brass Band, Shirley Bassey, Susan Boyle, Amaury Vassili, John Holt, Tony Rebel & Garnett Silk , Usha Uthup, Fat Family e Kimiko Kasai.
Embora muitos acreditem, Frank Sinatra nunca gravou esta música. Através de pesquisas na Internet podem ser encontrados várias ligações para esta suposta versão, que na verdade remetem à versão de Perry Como.
A canção também aparece em uma cena do filme About a Boy, interpretada pelos atores Nicholas Hoult e Hugh Grant.
"Killing Me Softly with His Song" ocupa a posição número 360 na lista da Rolling Stone das 500 melhores canções de todos os tempos.

## Versão de The Fugees
O grupo de hip hop The Fugees relançou esta canção no álbum The Score, de 1995, com Lauryn Hill no vocal principal. A versão, intitulada apenas "Killing Me Softly", alcançou a posição #2 da Hot 100 Airplay e a #1 no Reino Unido, onde registrou o recorde de vendas do ano de 1996. Com o sucesso desta versão lançada pelos Fugees, no ano seguinte, a versão original de Roberta Flack foi remixada e foram adicionados partes dos vocais de Hill; sendo que esta nova versão alcançou as primeiras posições na Hot Dance Club Play. Em 2008, a versão de Hill ficou em 25º lugar na Lista de Maiores Canções de Hip Hop da VH1. 

### Faixas
1. "Killing Me Softly" (Album Version W/Out Intro) - 4:03
2. "Killing Me Softly" (Album Instrumental) - 4:03
3. "Cowboys" (Album Version) - 3:35
4. "Nappy Heads" (Remix) - 3:49

## Versão em português
A canção recebeu algumas versões em português. Em 1986, por Zezé Di Camargo com o título "Faz eu perder o juízo" (que já teve algumas regravações). Em 1991, foi interpretada por Joanna com o título "Morrendo de amor". Em 1994, foi a vez de Guilherme Arantes com o título "Em sua Voz". Em 1998, grupo Fat Family gravou em seu álbum de estreia um cover com a letra original. Mas o sucesso, o reconhecimento e grande repercussão na mídia foi na voz de Adriana, gravado em 1996 com a versão famosa de "Sonhos não são impossíveis". Esta canção foi um gigantesco sucesso no Brasil no ano seguinte, em todos programas de TV e rádio. Foi trilha sonora da novela Anjo Mau, de Cassiano Gabus Mendes, remake de Maria Adelaide Amaral produzida e exibida pela Rede Globo no horário das 18 horas, entre 08 de setembro de 1997 e 27 de março de 1998.

## Versões em outras línguas
| País            | Artista                                                              | Título                                                                             | Título traduzido                           | Autor                                     |
| --------------- | -------------------------------------------------------------------- | ---------------------------------------------------------------------------------- | ------------------------------------------ | ----------------------------------------- |
| Suécia          | Lill Lindfors (1973), Lotta Engberg (1997)                           | "Sången han sjöng var min egen"                                                    | "A música que ele cantava era a minha"     |                                           |
| Noruega         | Inger Lise Rypdal                                                    | "Sangen han sang var min egen"                                                     | "A música que ele cantava era a minha"     |                                           |
| Dinamarca       | Sanne Salomonsen                                                     | "Søgte mit indre"                                                                  | "Procurando meu interior"                  |                                           |
| Dinamarca       | Shu-Bi-Dua                                                           | "Kylling med Soft Ice"                                                             | "Frango servido suavemente" (paródia)      |                                           |
| Dinamarca       | Clemens                                                              | "Flammende Oprør" (Rap containing samples from Sanne Salomonsen "Søgte mit indre") | "Rebelião de fogo"                         |                                           |
| Itália          | Marcella Bella (1973), Lara Saint Paul (1973), Ornella Vanoni (1973) | "Mi fa morire cantando"                                                            | "Ele mata-me a cantar"                     |                                           |
| Estónia         | Els Himma (1974)                                                     | "Millest sa elad ja hingad"                                                        | "Do que você vive e respira"               | Vally Ojavere                             |
| México          | Pandora                                                              | "Mátame muy suavemente"                                                            | "Mate-me suavemente"                       |                                           |
| Japão           | Mariko Takahashi, AI, Misato Watanabe, Saori Minami                  | "Yasashiku Utatte"                                                                 | "Cante para mim com ternura"               |                                           |
| Argentina       | Sergio Denis                                                         | "Matándome suavemente"                                                             | "Mate-me suavemente"                       |                                           |
| Espanha         | Tino Casal                                                           | "Tal como soy"                                                                     | "Do jeito que eu sou"                      |                                           |
| Espanha         | Pitingo                                                              | "Suavemente me matas con tu canción"                                               | "Você mata-me suavemente com sua canção"   |                                           |
| Alemanha        | Manuela                                                              | "Etwas in mir wurde traurig"                                                       | "Algo dentro de mim ficou triste"          |                                           |
| República Checa | Helena Vondráčková (1974)                                            | "Dvě malá křídla tu nejsou"                                                        | "Duas pequenas asas não estão aqui"        | Zdeněk Borovec                            |
| Finlândia       | Päivi Paunu (1973)                                                   | "Jokainen päivä on liikaa"                                                         | "Todo dia é muito"                         |                                           |
| Polónia         | Anna Jantar                                                          | "Zabijasz mnie swoją piosenką"                                                     | "Você está me matando com a sua música"    |                                           |
| França          | Gilbert Montagné, Lori Lieberman                                     | "Elle chantait ma vie en musique"                                                  | "Ela estava cantando minha vida na música" |                                           |
| Cuba            | Omara Portuondo (2006)                                               | "Matándome suavemente"                                                             | "Mate-me suavemente"                       |                                           |
| Vietnã          | Khánh Hà , Thùy Hương                                                | "Nỗi Đau Dịu Dàng"                                                                 | "Suave dor"                                |                                           |
| Vietnã          | Thuy Chi ft. Vuong Khang                                             | "Lac Loi"                                                                          | "Perdido pelo caminho"                     |                                           |
| Grécia          | Αλέκα Καννελίδου                                                     | "Πόσο γλυκά με σκοτώνεις"                                                          | "Como você me mata docemente"              | Δημήτρης Ιατρόπουλος                      |
| Bulgária        | Йорданка Христова (1973)                                             | "Всичко започна през юни"                                                          | "Tudo começou em junho"                    | Хр. Платов                                |
| Países Baixos   | De Foetsies (1996)                                                   | "Hij maakte me gek (...met z'n vingers)"                                           | "Ele me enlouquece (... com seus dedos)"   |                                           |
| Brasil          | Zezé di Camargo e Luciano (1986)                                     | "Faz Eu Perder o Juízo"                                                            |                                            |                                           |
| Brasil          | Adriana (1996) Joanna (1991)                                         | "Sonhos não são impossíveis" "Morrendo de Amor"                                    |                                            | Cury e Márcio Monteiro Paulo Sergio Valle |